# Tilburg Reeshof
Tilburg Reeshof (ned: Station Tilburg Reeshof) – stacja kolejowa w Tilburgu, w prowincji Brabancja Północna, w Holandii. Stacja znajduje się na linii Breda – Eindhoven.

## Linie kolejowe
- Linia Breda – Eindhoven

## Połączenia
- 6600 Sprinter Dordrecht – Breda – Tilburg Universiteit – Tilburg – 's-Hertogenbosch